# Alexander Dotzler
Alexander Dotzler (* 12. September 1984 in Regensburg) ist ein ehemaliger deutscher Eishockeyspieler, der unter anderem zehn Spielzeiten lang in der Deutschen Eishockey Liga aktiv war. Dabei spielte der Verteidiger für die Hamburg Freezers, Straubing Tigers, Grizzlys Wolfsburg und Iserlohn Roosters.

## Karriere
Dotzler begann seine Karriere im Nachwuchs der Eisbären Regensburg und gehörte in der Saison 2000/01 erstmals dem Profikader der Eisbären an, mit dem er fortan in der Oberliga Süd aktiv war. Mit den Regensburgern konnte der Regensburger zum Ende der Spielzeit in die zweithöchste deutsche Spielklasse, die 2. Bundesliga, aufsteigen. Nachdem der Linksschütze in seiner ersten Saison für die Eisbären lediglich neun Mal auf dem Eis stand, gehörte er in den folgenden Jahren zum Stammkader und absolvierte in fünf Jahren über 200 Partien in der 2. Bundesliga. Dotzlers bestes Jahr in Regensburg war zugleich sein letztes. Während der Spielzeit 2006/07 konnte der Defensivspieler in insgesamt 55 Ligaspielen, neun Scorerpunkte erzielen.
Im Sommer 2007 wurden die Verantwortlichen des SC Bietigheim-Bissingen auf den damals 23-Jährigen, der daraufhin seine Heimatstadt verließ, um in Zukunft für den damaligen Ligakonkurrenten Bietigheim Steelers die Schlittschuhe zu schnüren. Da Ende Oktober 2008 mehrere Lizenzspieler von den Grizzly Adams Wolfsburg aufgrund von Verletzungen ausfielen, stattete das Management der Wolfsburger sowohl Alexander Dotzler, als auch seinen Teamkollegen Dirk Wrobel mit einer Förderlizenz aus, sodass beide auch für das DEL-Team spielberechtigt waren. Beide Spieler absolvierten allerdings nur jeweils ein Spiel für die Wolfsburger.
Zur Saison 2009/10 wechselte Dotzler zu den Hamburg Freezers in die Deutsche Eishockey Liga, bei denen er zunächst einen Vertrag für ein Jahr erhielt. Dieser wurde im Februar 2010 um ein weiteres Jahr verlängert. Im August 2011 erhielt er einen Try-Out-Vertrag beim Ligakonkurrenten Straubing Tigers. Bei den Niederbayern absolvierte Dotzler insgesamt fünf Saisons, ehe er wieder zurück zu den Grizzlys Wolfsburg wechselte. Nach einer Spielzeit in Wolfsburg kehrte Alexander Dotzler zur DEL-Saison 2017/18 zu den Straubing Tigers zurück. Die Folgesaison 2018/19 startete der Verteidiger ebenfalls bei dem niederbayerischen Verein, wechselte jedoch im Dezember auf eigenen Wunsch zum Ligakonkurrenten Iserlohn Roosters. Zur Saison 2019/20 unterschrieb Dotzler einen Vertrag bei den Dresdner Eislöwen aus der DEL2 und war dort Assistenzkapitän und Führungsspieler in der Abwehr. Nach der Saison 2020/21 verließ er Dresden wieder und kehrte zu seinem Stammverein zurück. Diesen verließ er jedoch vor dem ersten Pflichtspiel und wurde Anfang Oktober 2021 vom EV Landshut verpflichtet.
2022 beendete er seine Karriere und wurde Fitnesstrainer.

### International
Bei der U-18-Weltmeisterschaft 2002 erreichte Alexander Dotzler mit der deutschen Juniorennationalmannschaft den zehnten Platz und stieg mit dem Team somit in die B-WM ab. In den acht Spielen, die er absolvierte, konnte der Verteidiger keinen Scorerpunkt erzielen.

## Karrierestatistik
(Legende zur Spielerstatistik: Sp oder GP = absolvierte Spiele; T oder G = erzielte Tore; V oder A = erzielte Assists; Pkt oder Pts = erzielte Scorerpunkte; SM oder PIM = erhaltene Strafminuten; +/− = Plus/Minus-Bilanz; PP = erzielte Überzahltore; SH = erzielte Unterzahltore; GW = erzielte Siegtore; 1 Play-downs/Relegation; Kursiv: Statistik nicht vollständig)